# Альберти, Валентин
Валенти́н Альбе́рти (нем. Valentin Alberti; 15 декабря 1635, Влень, Нижнесилезское воеводство — 19 сентября 1697, Лейпциг, курфюршество Саксония) — немецкий лютеранский теолог из Лейпцига, профессор и ректор Лейпцигского университета.

## Биография
Валентин Альберти был сыном одноимённого городского священника из нижнесилезского Лена (современный Влень в Польше) и Анны Виснер — дочери священника из соседнего Визенталя. Осиротев уже в детстве, он получил начальное образование в латинской школе в Лаубани и в 1653 году начал обучение в Лейпцигском университете.
В 1656 году Альберти получил научную степень магистра философии (magister atrium) и был принят в члены университетской коллегии Девы Марии (нем. Frauenkolleg), став в 1661 году асессором философского факультета и в 1663 году — профессором логики и метафизики. Обратившись к изучению теологии, в 1668 году он получил также степень лиценциата теологического факультета, за чем в 1772 году последовало его назначение экстраординарным профессором теологии. В 1678 году Альберти защитил докторскую диссертацию по теологии и — что гораздо важнее — вскорости стал членом лейпцигской духовной консистории, что превратило его в одну из важнейших фигур в церковно-административной иерархии города, и в этой функции он исполнял своего рода роль городской «полиции нравов». Ко всему прочему, Валентин Альберти был куратором курфюршеских стипендиатов и многократным ректором Лейпцигского университета.
В своё время Альберти был известен как автор многочисленных полемических сочинений, направленных как против «папистов», то есть против католической церкви — традиционного соперника лютеранства, и кальвинистов (попытка введения кальвинизма при Кристиане I хотя и закончилась неудачей, однако «опасность» ввиду наличия реформатской общины в Лейпциге казалась всё ещё насущной проблемой), так и против нараставшего желания реформировать само понимание веры и лютеранского учения и их повседневное применение, выразившегося, среди прочего, в движении пиетизма с его упором на значимость «внутреннего переживания» и практического проявления веры. 
Целью публицистических атак Альберти были также Гуго Гроций, Самуэль фон Пуфендорф и его бывший ученик Христиан Томазий, открыто утверждавший полную автономность абстрактного естественного права по отношению к библейскому преданию и порывавший с традиционной моделью поведения университетского профессора. Известную трагичность в этой связи приобрела активная роль Альберти (совместно с Карпцовым) по изгнанию Томазия из Саксонии, а также тот факт, что все сочинения самого Альберти, после его смерти, были в 1701 и в 1757 годах включены в католический Индекс запрещённых книг.

### Избранные сочинения
- Compendium Juris Naturae, orthodoxae Theologiae conform.itum et in duas partes distrìbutum. Leipzig 1678, 1696.
- Interesse praecipuarum religionum Christianarum : in omnibus articulis ita deductum, ut non tantum de causa, propter quam sic aliterve doceatur, sed & de thesi nostra adversariorumque antithesi e libris symbolicis utriusque partis, deque origine errorum ex historia ecclesiastica certo constet, Leipzig 1683.
- Anonymi cuiusdam scriptum accuratissimum circa Jus Naturae et Gentium, in quo recentissimorum quorundam scriptorum opinione adducuntur, rejiciuntur et vera sententia statu-minatur. Jena 1684.
- Epistola ad illustrem excellentissimumque Seckendorf-fium, com men turn Samuelis Pufendorfii de Invenusto Veneris Lipsiae pullo refutans. Leipzig 1688.
- Judicium de nupero scripto Pufcndorfiano, quod disse rtatio epìstolica D. Josuae Schwartzü ad Privignum suum inscribitur. Leipzig 1688.
- Tractatus de Cartesianismo et Coccejanismo. Leipzig. 1673, Wittenberg, 1701.
- Gründliche Widerlegung eines päpstlichen Buches. Leipzig 1684.
- Ausführliche Antwort auf Spener’s sogenannte gründliche Verteidigung seiner und der Pietisten Unschuld. Leipzig 1696

## Семья
Валентин Альберти был с 1665 года женат на Марии Прейбизий — дочери городского судьи и бывшего ректора университета Иоганна Прейбизия (нем. Johannes Preibisius, 1610—1660); у них было двое сыновей и пять дочерей, среди которых можно упомянуть Кристиану Софию Альберти (ум. 1702) — жену профессора теологии Готфрида Олеария (1672—1715). 
С 1679 года Альберти был опекуном Иоганна Альберта Фабрициуса — сына органиста городской церкви св. Николая и музыкального директора университетской церкви св. Павла Вернера Фабрициуса.